# Isodon japonicus
Isodon japonicus là một loài thực vật có hoa trong họ Hoa môi. Loài này được (Burm.f.) H.Hara mô tả khoa học đầu tiên năm 1948.